# Philomecyna rufoantennalis
Philomecyna rufoantennalis är en skalbaggsart som beskrevs av Stefan von Breuning 1978. Philomecyna rufoantennalis ingår i släktet Philomecyna och familjen långhorningar. Inga underarter finns listade i Catalogue of Life.